# Le Retour
Le Retour is een Franse dramafilm uit 2023, geregisseerd en mede geschreven door Catherine Corsini.

## Verhaal
Khedidja, een vrouw van Afrikaanse afkomst, reist samen met haar tienerdochters Jessica en Farah, naar Corsica om tijdens de zomer voor de kinderen van een rijke Parijse familie te zorgen. Het is meteen een kans voor de meisjes om het eiland te herontdekken dat ze vijftien jaar geleden verlieten na een tragisch gebeuren.

## Rolverdeling
| Acteur                | Personage   |
| --------------------- | ----------- |
| Aïssatou Diallo Sagna | Khedidja    |
| Virginie Ledoyen      | Sylvia      |
| Denis Podalydès       | Marc        |
| Esther Gohourou       | Farah       |
| Suzy Bemba            | Jessica     |
| Lomane de Dietrich    | Gaia        |
| Cédric Appietto       | Marc-Andria |
| Marie-Ange Géronimi   | Michelle    |
| Harold Orsoni         | Orso        |

## Productie
De filmopnames vonden plaats tussen 14 september en 8 november 2022 op Corsica, nabij L'Île-Rousse en Castifao, het geboortedorp van de familie van Catherine Corsini.

## Release
Le Retour ging op 17 mei 2023 in première in de officiële competitie van het Filmfestival van Cannes.

## Prijzen en nominaties
De belangrijkste:
| Jaar | Prijs                   | Categorie   | Genomineerde(n)   | Uitslag     |
| ---- | ----------------------- | ----------- | ----------------- | ----------- |
| 2023 | Filmfestival van Cannes | Gouden Palm | Catherine Corsini | Genomineerd |